# Aloysius Bertrand
Louis-Jacques-Napoléon “Aloysius” Bertrand (20. travnja 1807. – 29. travnja 1841.) bio je francuski književnik koji je uveo pjesmu u prozi kao književnu vrstu u francusku literaturu te je time značajno utjecao na pjesnike razdoblja simbolizma (parnasovce).

## Život
Bertrand se rodio 1807. u Cevi, Pijemontu (sadašnja Italija, tada dio Napoleonove Francuske), a obitelj mu se u 1814. smjestila u Dijonu. Rad u lokalnim novinama donijela su mu priznanje kod Victora Hugoa i Sainte-Beuvea. Živio je nakratko u Parizu, siromašno i naizgled neuspješno.

## Književni rad
Bertrand je pisao pjesme u vezanom slogu, međutim, nisu mu donijele uspjeh ni priznanje. Njegovo kapitalno djelo (iako maleno opsegom) je Gašpar Noćnik, zbirka pjesničke proze, po kojoj je skladatelj Maurice Ravel napisao seriju skladbi od kojih su poznate 'Scarbo', 'Ondine' i 'Le Gibet'.
Gašpar Noćnik izdan je u Angersu 1842., godinu dana nakon Bertrandove smrti, te je prodan tek u nekoliko desetaka primjeraka. Međutim, Charles Baudelaire i Stephane Mallarme su otkrili ovo djelo, koje se danas smatra kultnim začetnikom nove književne vrste te vrelom inspiracije za kasnije modernističke pjesnike.

## Vanjske poveznice
- Djela Aloysius Bertrand na Projekt Gutenbergu
- Djela / o djelima Aloysiusa Bertranda na Internet Archiveu (skenirane originalne knjige ilustrirane u boji)